# Stora Mellby
Stora Mellby är en tätort i Alingsås kommun och kyrkbyn i Stora Mellby socken i Västergötland.

## Befolkningsutveckling
| Befolkningsutvecklingen i Stora Mellby 1970–2020 | Befolkningsutvecklingen i Stora Mellby 1970–2020 | Befolkningsutvecklingen i Stora Mellby 1970–2020 | Befolkningsutvecklingen i Stora Mellby 1970–2020 | Befolkningsutvecklingen i Stora Mellby 1970–2020 |
| ------------------------------------------------ | ------------------------------------------------ | ------------------------------------------------ | ------------------------------------------------ | ------------------------------------------------ |
|                                                  |                                                  |                                                  |                                                  |                                                  |
| År                                               |                                                  |                                                  | Folkmängd                                        | Areal (ha)                                       |
| 1970                                             | 1970                                             |                                                  | 237                                              |                                                  |
| 1975                                             | 1975                                             |                                                  | 273                                              |                                                  |
| 1980                                             | 1980                                             |                                                  | 285                                              |                                                  |
| 1990                                             | 1990                                             |                                                  | 366                                              | 54                                               |
| 1995                                             | 1995                                             |                                                  | 338                                              | 54                                               |
| 2000                                             | 2000                                             |                                                  | 333                                              | 54                                               |
| 2005                                             | 2005                                             |                                                  | 305                                              | 54                                               |
| 2010                                             | 2010                                             |                                                  | 321                                              | 55                                               |
| 2015                                             | 2015                                             |                                                  | 349                                              | 73                                               |
| 2020                                             | 2020                                             |                                                  | 364                                              | 73                                               |
| Anm.: Ny tätort 1970                             |                                                  |                                                  |                                                  |                                                  |

## Samhället
Stora Mellby kyrka ligger här.
Stora Mellby skola ligger centralt på orten, med cirka 100 elever i åldrarna 6 - 13 år. På skolan finns även förskola och fritidshem.